# Binioù

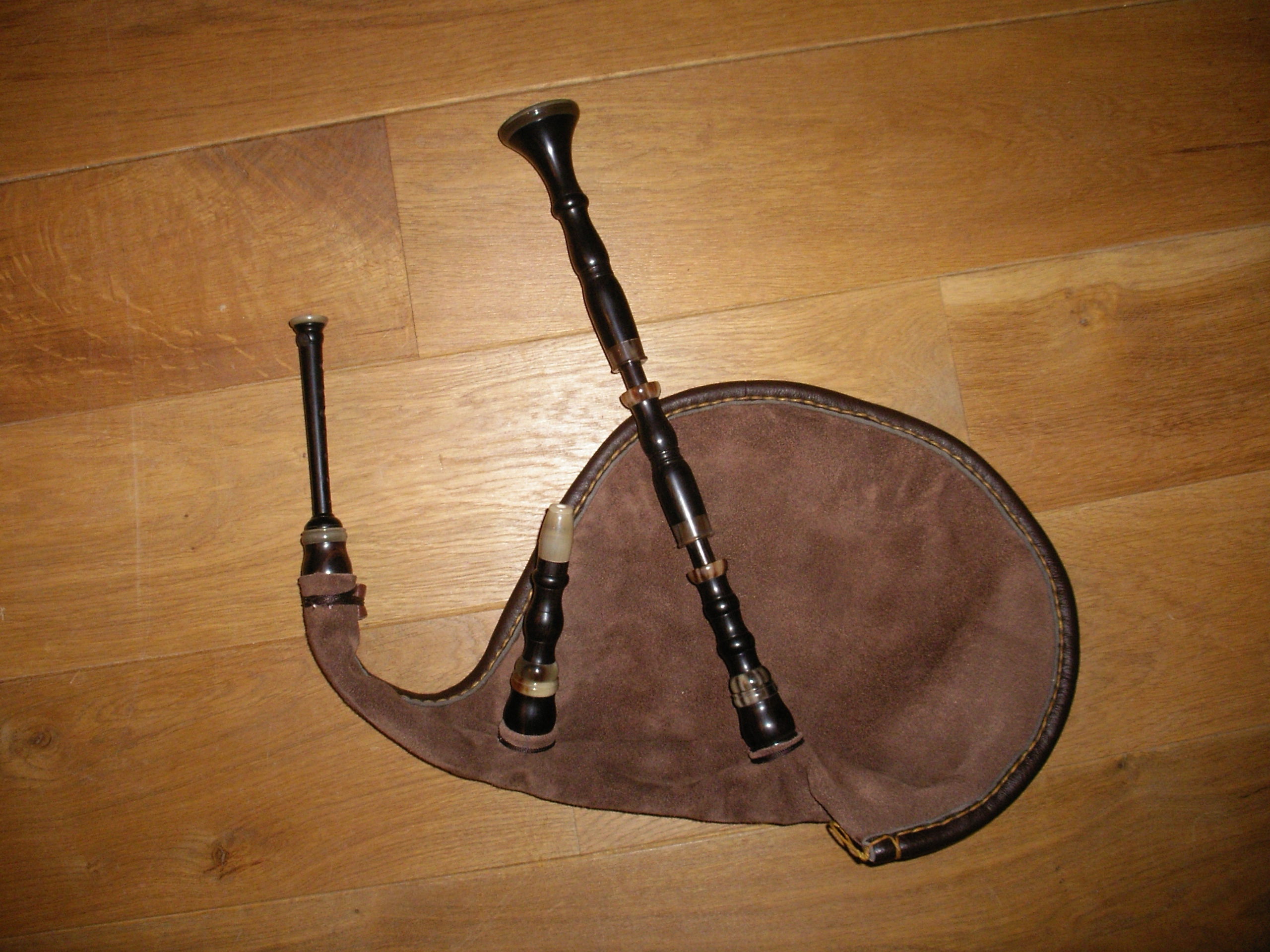
Binioù kozh

Die Binioù ist eine bretonische Sackpfeife. Es werden zwei Arten unterschieden. 
Zum einen die Binioù kozh (bretonisch: „alter Dudelsack“), auch als Binioù bihan (kleiner Dudelsack) bezeichnet. Sie ist ungefähr eine Oktave höher als die Great Highland Bagpipes gestimmt und klingt durch die Pfeifen mit enger Mensur durchdringend, ohne jedoch (zumindest bei guten Instrumenten und Spielern) schrill zu wirken. Sie besteht aus einer Bordun- und einer Melodiepfeife. Letztere hat sieben vorderständige Grifflöcher und umfasst ungefähr zehn Töne, wobei ab der Oktave durch Überblasen gespielt wird. Die Bordunpfeife ist zwei Oktaven tiefer als die Tonika der Melodiepfeife gestimmt. Traditionell wird die Binioù kozh im Duett mit der Bombarde gespielt, die für gewöhnlich dieselbe Melodie um eine Oktave tiefer mitspielt.
Daneben hat die Great Highland Bagpipe seit den 1930er Jahren als Binioù bras (bretonisch: „großer Dudelsack“) Eingang in die bretonische Musik gefunden und dabei die Binioù kozh zunehmend verdrängt.